# Paspalum orbiculatum
Paspalum orbiculatum là một loài thực vật có hoa trong họ Hòa thảo. Loài này được Poir. mô tả khoa học đầu tiên năm 1804.